# Кампо Сан Северо (Наволато)
Кампо Сан Северо (шп. Campo San Severo) насеље је у Мексику у савезној држави Синалоа у општини Наволато. Насеље се налази на надморској висини од 10 м.

## Становништво
Према подацима из 2010. године у насељу су живела 3 становника.

### Хронологија
| Година       | 2000            | 2005          | 2010 |
| ------------ | --------------- | ------------- | ---- |
| Становништво | 286 (145 / 141) | 123 (65 / 58) | 3    |

### Попис
| # | Индикатор                     | Вредност |
| - | ----------------------------- | -------- |
| 1 | Укупно домаћинстава           | 82       |
| 2 | Укупно насељених домаћинстава | 1        |
| 3 | Величина локације             | 1        |